# بيت البومة
بيت البومة (بالإنجليزية: The Owl House)‏ هو مسلسل رسوم متحركة أمريكي صدر الموسم الأول منه على قناة ديزني في 10 يناير 2020. شارك في المسلسل وينداي ماليك، ألكس هيرش وتاتي غبريال.

## روابط خارجية
بيت البومة على موقع IMDb (الإنجليزية)
- بيت البومة على موقع روتن توميتوز (الإنجليزية)
- بيت البومة على موقع فيلمافينيتي (الإسبانية)
- بيت البومة على موقع كينوبويسك (الروسية)
- بيت البومة على موقع ألو سيني (الفرنسية)
- بيت البومة على موقع قاعدة بيانات الفيلم (الإنجليزية)